# 成協信用組合
成協信用組合（せいきょうしんようくみあい）は、大阪府東大阪市に本店を置く信用組合。
旅行や観劇を定期的に行う「成協友の会」がある。

## 沿革
- 1951年（昭和26年）10月　平野信用組合設立
- 1952年（昭和27年）11月　大阪南信用組合設立
- 1974年（昭和49年）10月　平野信用組合と大阪南信用組合が成協信用組合として新設合併
- 1998年（平成10年）12月　太平信用組合から事業譲渡
- 1999年（平成11年）1月　大和信用組合から事業譲渡
- 1999年（平成11年）2月　河内信用組合から事業譲渡
- 1999年（平成11年）3月　日本貯蓄信用組合から事業譲渡